# 西莫内·扎诺尼
西莫内·扎诺尼（義大利語：Simone Zanoni，1976年6月25日—），出生於義大利倫巴底大區布雷西亞省的薩洛，是一名義式料理的廚師。目前是喬治五世酒店米其林指南一星評鑑餐廳主廚，曾經是戈登·拉姆齊（英語：Gordon Ramsay）米其林指南二星、三星評鑑的餐廳主廚。

## 生平
西莫内·扎诺尼很小就開始接觸烹飪，從祖父母身上學到奶酪和義大利餛飩，在父親的建議之下，他前往酒店職業學校就學，18歲畢業之後她想要學習英文，因此前往倫敦工作，並同時繼續在巴黎藍帶廚藝學校進修，後來進到高登·拉姆齊成為廚房助理，直到2001年他晉升成為高登·拉姆齊地輪值副主廚，中間短暫的時間返回義大利，之後2003年又回到倫敦的高登·拉姆齊擔任主廚，當時高登·拉姆齊已經拿到米其林指南三星評鑑，而且是英國唯一一家三星評鑑餐廳。2007年他搬到法國巴黎，並繼續在巴黎的高登·拉姆齊擔任主廚，該餐廳也獲得米其林二星評鑑。
2016年9月，他成為喬治五世酒店的地中海餐廳George的主廚，次年就獲得米其林指南一星評鑑。

## 著作
- 2015年 《廚師的養成》（義大利語：Le confinement d'un Chef）
- 2018年 《我的義大利 100 種食材、120 種食譜、前往土地核心的旅程》（義大利語：Mon Italie - 100 produits, 120 recettes, voyages au cœur du terroir）[2]
- 2020年 《高級料理》（義大利語：Haute cuisine）